# Kernburg

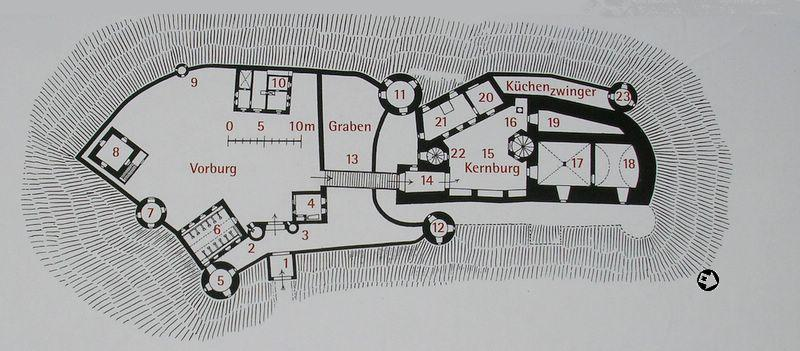
Vorburg und Kernburg am Beispiel der Burg Alt-Trauchburg

Die Kernburg (auch Hauptburg, Oberburg, Hochburg oder innere Burg genannt) beschreibt bei größeren Burgen jenen Teil, der durch eine Vorburg,  Zwinger, Gräben, eine Ringmauer sowie weitere Außenwerke besonders stark gesichert ist und somit den Kern einer mittelalterlichen Wehranlage darstellt.
Sie umfasst die wichtigsten herrschaftlichen Wohn- und Wehrbauten wie z. B. den Saalbau, den Palas, den Wohnturm und den Bergfried. Meist befindet sich in diesem Bereich auch der Burgbrunnen oder die Zisterne, da Wasservorräte in der Vergangenheit besonders wichtig waren, um während einer Belagerung dem Feind ausreichend lange Widerstand leisten zu können.
Gewöhnlich ist die Kernburg der älteste Teil einer Burganlage, da sie jene Gebäude beherbergt, die während des Baus einer Burg als Erstes errichtet wurden. Oft besitzt sie flankierende Türme, die zur Seitenbestreichung der Ringmauer und zum zusätzlichen Schutz des Burgtores errichtet wurden.
Bei komplexen Burganlagen gruppieren sich die Gebäude der Hauptburg häufig ringförmig um einen Burghof, der als zentraler Lagerplatz und – bei ausreichender Größe – auch als Turnierplatz diente.

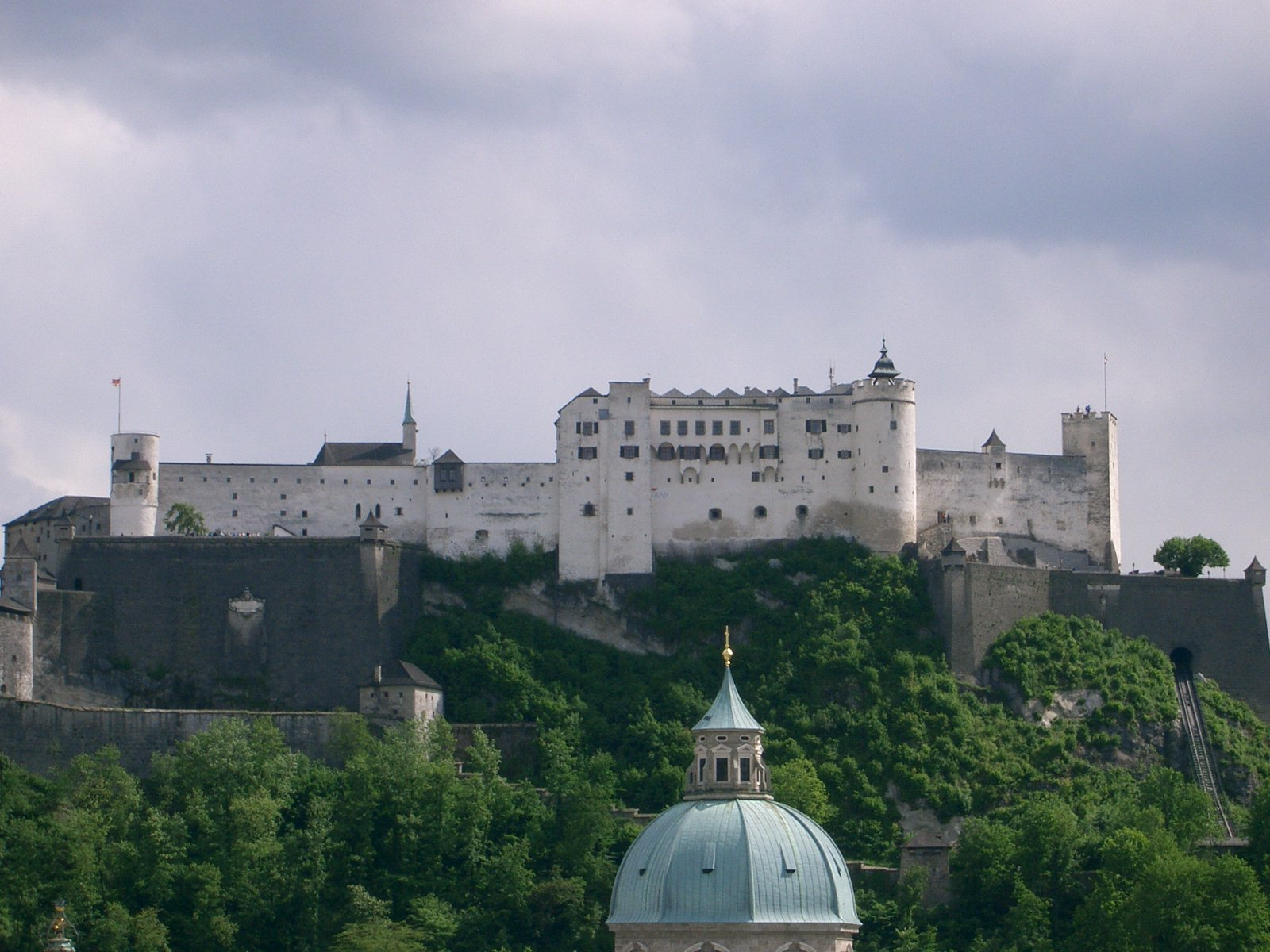
Die frühneuzeitliche Festung Hohensalzburg, mittig die alte Kernburg

Die Bezeichnung Hochburg resultiert aus dem Fakt, dass die Kernburg bei Höhenburgen und im Fall von Wasserburgen überwiegend höher lag als die Vorburg. So heißt die romanische Kernburg der Festung Hohensalzburg bis heute Hoher Stock.